# Andrei Chindriș
Andrei Chindriș (ur. 12 stycznia 1999 w Klużu-Napoce) – rumuński piłkarz grający na pozycji obrońcy. Uczestnik Letnich Igrzysk Olimpijskich 2020.

## Kariera juniorska
Chindriș grał jako junior w CD Peñas Sariñena i Universitatea Kluż (2013–2016).

## Kariera seniorska

### FC Botoșani
Chindriș przeszedł do FC Botoșani 25 listopada 2016. Zadebiutował u nich 20 lipca 2018 w meczu z CFR 1907 Cluj (1:1). Pierwszą bramkę zdobył 21 sierpnia 2020 w wygranym 2:3 spotkaniu przeciwko Argeș Pitești. Łącznie dla tego klubu rozegrał on 91 meczów i strzelił 4 gole.

### Academica Clinceni
Chindriș został wypożyczony do Academici Clinceni 30 stycznia 2017. Debiut dla nich zaliczył 1 kwietnia 2017 w meczu z ACS Foresta Suceava (przeg. 2:0). Ostatecznie w ich barwach wystąpił 7 razy i nie zdobył żadnej bramki.

### CS Știința Miroslava
Chindriș trafił na wypożyczenie do CS Știința Miroslava 11 lipca 2017. Zadebiutował u nich 4 sierpnia 2017 w meczu z ASA Târgu Mureș (przeg. 2:1). Pierwszą bramkę zdobył 11 sierpnia 2017 w zremisowanym 4:4 spotkaniu przeciwko AFC Dacia Unirea Brăila. Łącznie dla tego klubu rozegrał on 30 meczów i strzelił jednego gola.

### CD Santa Clara
Chindriș przeniósł się do CD Santa Clara 31 sierpnia 2021. 26 października 2021 w meczu Pucharu Ligi z FC Porto (wyg. 3:1) zaliczył swój jedyny występ w tej drużynie, strzelił wtedy też gola. 1 stycznia 2022 przestał być zawodnikiem tego klubu.

### UT Arad
Chindriș trafił do UT Arad 1 lipca 2022. Debiut dla nich zaliczył 7 sierpnia 2022 w zremisowanym 0:0 spotkaniu przeciwko Sepsi Sfântu Gheorghe. W meczu baraży o Liga I z Glorią Buzău (wyg. 5:1) strzelił dwa gole. Ostatecznie w barwach tego zespołu wystąpił on 26 razy i zdobył dwie bramki.

### Lechia Gdańsk
Chindriș przeszedł do Lechii Gdańsk 8 sierpnia 2023. Zadebiutował 13 sierpnia 2023 w meczu ze Zniczem Pruszków (wyg. 1:0). W czerwcu 2025 r. rozstał się z klubem zostając wolnym zawodnikiem.

## Kariera reprezentacyjna

### Rumunia U-17
1 września 2016 w meczu ze Szwecją (wyg. 0:1) Chindriș zaliczył swój jedyny występ w kadrze Rumunii U-17.

### Rumunia U-18
Chindriș zadebiutował w reprezentacji Rumunii U-18 5 września 2016 w wygranym 0:1 spotkaniu przeciwko Polsce. W tej kadrze wystąpił jeszcze 5 razy.

### Rumunia U-21
Chindriș zaliczył debiut w kadrze Rumunii U-21 10 września 2019 w meczu z Danią (przeg. 2:1). 10 października 2019 w wygranym 3:0 spotkaniu przeciwko Ukrainie zaliczył asystę. Łącznie dla tej reprezentacji rozegrał 7 meczów i nie strzelił żadnego gola.

### Rumunia U-23
Chindriș został powołany do kadry Rumunii na Letnie Igrzyska Olimpijskie 2020. Wystąpił tam w jednym meczu. Było to starcie z Nową Zelandią (0:0), rozegrane 28 lipca 2021.

## Statystyki

### Klubowe
(aktualne na dzień 14 kwietnia 2025)
| Klub                 | Sezon              | Liga               | Liga  | Liga   | Puchar kraju | Puchar kraju | Inne  | Inne   | Europa | Europa | Suma  | Suma   |
| Klub                 | Sezon              | Liga               | Mecze | Bramki | Mecze        | Bramki       | Mecze | Bramki | Mecze  | Bramki | Mecze | Bramki |
| -------------------- | ------------------ | ------------------ | ----- | ------ | ------------ | ------------ | ----- | ------ | ------ | ------ | ----- | ------ |
| FC Botoșani          | 2018/19            | Liga I             | 11    | 0      | 1            | 0            | –     | –      | –      | –      | 12    | 0      |
| FC Botoșani          | 2019/20            | Liga I             | 33    | 0      | 2            | 0            | –     | –      | –      | –      | 35    | 0      |
| FC Botoșani          | 2020/21            | Liga I             | 36    | 3      | 1            | 0            | –     | –      | 2      | 0      | 39    | 3      |
| FC Botoșani          | 2021/22            | Liga I             | 5     | 1      | 0            | 0            | –     | –      | –      | –      | 5     | 1      |
| FC Botoșani          | Ogólnie            | Ogólnie            | 85    | 4      | 4            | 0            | 0     | 0      | 2      | 0      | 91    | 4      |
| Academica Clinceni   | 2016/17            | Liga II            | 7     | 0      | 0            | 0            | –     | –      | –      | –      | 7     | 0      |
| Academica Clinceni   | Ogólnie            | Ogólnie            | 7     | 0      | 0            | 0            | 0     | 0      | 0      | 0      | 7     | 0      |
| CS Știința Miroslava | 2017/18            | Liga II            | 29    | 1      | 1            | 0            | –     | –      | –      | –      | 30    | 1      |
| CS Știința Miroslava | Ogólnie            | Ogólnie            | 29    | 1      | 1            | 0            | 0     | 0      | 0      | 0      | 30    | 1      |
| CD Santa Clara       | 2021/22            | Primeira Liga      | 0     | 0      | 0            | 0            | 1     | 1      | –      | –      | 1     | 1      |
| CD Santa Clara       | Ogólnie            | Ogólnie            | 0     | 0      | 0            | 0            | 1     | 1      | 0      | 0      | 1     | 1      |
| UT Arad              | 2022/23            | Liga I             | 22    | 0      | 2            | 0            | 2     | 2      | –      | –      | 26    | 2      |
| UT Arad              | Ogólnie            | Ogólnie            | 22    | 0      | 2            | 0            | 2     | 2      | 0      | 0      | 26    | 2      |
| Lechia Gdańsk        | 2023/24            | I liga             | 30    | 0      | 1            | 0            | –     | –      | –      | –      | 31    | 0      |
| Lechia Gdańsk        | 2024/25            | Ekstraklasa        | 6     | 0      | 1            | 0            | –     | –      | –      | –      | 7     | 0      |
| Lechia Gdańsk        | Ogólnie            | Ogólnie            | 36    | 0      | 2            | 0            | 0     | 0      | 0      | 0      | 38    | 0      |
| Ogólnie w karierze   | Ogólnie w karierze | Ogólnie w karierze | 179   | 5      | 9            | 0            | 3     | 3      | 2      | 0      | 193   | 8      |

### Reprezentacyjne
(aktualne na dzień 2 marca 2025)
| Reprezentacja      | Rok                | Mecze | Bramki |
| ------------------ | ------------------ | ----- | ------ |
| Rumunia U-17       | 2016               | 1     | 0      |
| Ogólnie            | Ogólnie            | 1     | 0      |
| Rumunia U-18       | 2016               | 6     | 0      |
| Ogólnie            | Ogólnie            | 6     | 0      |
| Rumunia U-21       | 2019               | 5     | 0      |
| Rumunia U-21       | 2020               | 2     | 0      |
| Ogólnie            | Ogólnie            | 7     | 0      |
| Rumunia U-23       | 2021               | 1     | 0      |
| Ogólnie            | Ogólnie            | 1     | 0      |
| Ogólnie w karierze | Ogólnie w karierze | 15    | 0      |

| Mecze i gole w reprezentacji | Mecze i gole w reprezentacji | Mecze i gole w reprezentacji | Mecze i gole w reprezentacji | Mecze i gole w reprezentacji | Mecze i gole w reprezentacji | Mecze i gole w reprezentacji | Mecze i gole w reprezentacji              |
| Rumunia U-17                 | Rumunia U-17                 | Rumunia U-17                 | Rumunia U-17                 | Rumunia U-17                 | Rumunia U-17                 | Rumunia U-17                 | Rumunia U-17                              |
| Lp.                          | Data                         | Miejsce                      | Gospodarz                    | Gość                         | Wynik                        | Gol                          | Rozgrywki                                 |
| ---------------------------- | ---------------------------- | ---------------------------- | ---------------------------- | ---------------------------- | ---------------------------- | ---------------------------- | ----------------------------------------- |
| 1.                           | 01.09.2016                   | Ljusdal                      | Szwecja U-17                 | Rumunia U-17                 | 0:1                          |                              | Mecz towarzyski                           |
| Rumunia U-18                 |                              |                              |                              |                              |                              |                              |                                           |
| Lp.                          | Data                         | Miejsce                      | Gospodarz                    | Gość                         | Wynik                        | Gol                          | Rozgrywki                                 |
| 1.                           | 05.09.2016                   | Bollnäs                      | Polska U-18                  | Rumunia U-18                 | 0:1                          |                              | Turniej Czterech Narodów 2015/2016        |
| 2.                           | 05.10.2016                   | Limoges                      | Urugwaj U-18                 | Rumunia U-18                 | 2:1                          |                              | Mecz towarzyski                           |
| 3.                           | 07.10.2016                   | Limoges                      | Francja U-18                 | Rumunia U-18                 | 3:0                          |                              | Mecz towarzyski                           |
| 4.                           | 09.10.2016                   | Limoges                      | Rumunia U-18                 | Rosja U-18                   | 1:3                          |                              | Mecz towarzyski                           |
| 5.                           | 18.10.2016                   | Buftea                       | Rumunia U-18                 | Turcja U-18                  | 0:0                          |                              | Mecz towarzyski                           |
| 6.                           | 20.10.2016                   | Buftea                       | Rumunia U-18                 | Turcja U-18                  | 0:1                          |                              | Mecz towarzyski                           |
| Rumunia U-21                 |                              |                              |                              |                              |                              |                              |                                           |
| Lp.                          | Data                         | Miejsce                      | Gospodarz                    | Gość                         | Wynik                        | Gol                          | Rozgrywki                                 |
| 1.                           | 10.09.2019                   | Aalborg                      | Dania U-21                   | Rumunia U-21                 | 2:1                          |                              | Mistrzostwa Europy U-21 2021 – eliminacje |
| 2.                           | 10.10.2019                   | Ploeszti                     | Rumunia U-21                 | Ukraina U-21                 | 3:0                          |                              | Mistrzostwa Europy U-21 2021 – eliminacje |
| 3.                           | 14.10.2019                   | Bukareszt                    | Rumunia U-21                 | Irlandia Północna U-21       | 3:0                          |                              | Mistrzostwa Europy U-21 2021 – eliminacje |
| 4.                           | 14.11.2019                   | Voluntari                    | Rumunia U-21                 | Finlandia U-21               | 4:1                          |                              | Mistrzostwa Europy U-21 2021 – eliminacje |
| 5.                           | 19.11.2019                   | Coleraine                    | Irlandia Północna U-21       | Rumunia U-21                 | 0:0                          |                              | Mistrzostwa Europy U-21 2021 – eliminacje |
| 6.                           | 08.09.2020                   | Ta' Qali                     | Malta U-21                   | Rumunia U-21                 | 0:3                          |                              | Mistrzostwa Europy U-21 2021 – eliminacje |
| 7.                           | 13.10.2020                   | Ploeszti                     | Rumunia U-21                 | Malta U-21                   | 4:1                          |                              | Mistrzostwa Europy U-21 2021 – eliminacje |
| Rumunia U-23                 |                              |                              |                              |                              |                              |                              |                                           |
| Lp.                          | Data                         | Miejsce                      | Gospodarz                    | Gość                         | Wynik                        | Gol                          | Rozgrywki                                 |
| 1.                           | 28.07.2021                   | Sapporo                      | Rumunia U-23                 | Nowa Zelandia U-23           | 0:0                          |                              | Letnie Igrzyska Olimpijskie 2020          |

## Sukcesy

### Lechia Gdańsk
- I liga (1×): 2023/2024